# Jerry Wexler
Pour les articles homonymes, voir Wexler.
Gerald "Jerry" Wexler, né le 10 janvier 1917 à New York, mort le 5 août 2008, à Sarasota, est un journaliste musical converti en producteur discographique parmi les plus influents des États-Unis.

## Biographie
Blanc et d'origine juive, rien ne le destinait pourtant à jouer un rôle de cette envergure dans le monde de la musique noire. Il n'était pas musicien et ne chantait pas le gospel à l'église quand il était enfant, mais il était passionné de jazz et eut la chance d'être recommandé par un ami pour entrer comme journaliste au journal Billboard Magazine. Chargé de s'occuper de la catégorie Race (« musique raciale »), c'est-à-dire celle des musiciens noirs (jazz, blues, boogie woogie...), il remplaça ce terme péjoratif en 1949 par celui de Rhythm and blues.
En 1953, il est invité par Ahmet Ertegün à devenir vice-président de sa maison de disques Atlantic Records pour remplacer Herb Abramson appelé sous les drapeaux. Bien que n'y connaissant rien, il fait, en quelques années, de ce petit label une des plus grandes firmes sur le marché du rhythm & blues. Il y parvient en imposant une rigueur de la production et un respect des musiciens qui faisait généralement défaut chez leurs concurrents.
Formidable découvreur de talents, c'est lui qui engage le prolifique duo d'auteurs-compositeurs Jerry Leiber & Mike Stoller, le producteur Phil Spector, ou le guitariste Duane Allman, et fait collaborer les chanteurs Sam & Dave avec Isaac Hayes ou la grande Aretha Franklin avec les musiciens de Muscle Shoals. Il eut la bonne idée de faire distribuer les disques du jeune label Stax par Atlantic. Avec Arif Mardin et Tom Dowd, il produisit également les disques de Ray Charles, Big Joe Turner, The Drifters, Ruth Brown, Dusty Springfield, Wilson Pickett, Cher, etc. 
Mais en 1970, il quitte New York pour fonder Atlantic South à Miami, espérant que ses poulains allaient le suivre. Ce ne fut pas le cas et, hormis un album de Derek and the Dominos, il n'en sortit pas grand-chose de bon. 
Il monte ensuite quelques comédies musicales, et produit encore quelques disques pour Dr. John, Dire Straits, Bob Dylan, Carlos Santana et George Michael, avant de se retirer définitivement.
Jerry Wexler est entré au Rock and Roll Hall of Fame en 1987 et a écrit ses mémoires dans son livre Rhythm And The Blues publié en 1997.
Il meurt d'une crise cardiaque dans sa maison de Sarasota le 15 août 2008.
Dans Immaculate funk, un documentaire sur sa personne en réalisé en 2000, on lui demande quelle épitaphe il aimerait voir figurer sur sa tombe. Sa réponse : « More bass » !
Il est incarné par Marc Maron dans Respect (2021) de Liesl Tommy, film biographique sur Aretha Franklin.

## Distinctions
- En 1979, il est nommé à la 51e cérémonie des Oscars pour l'Oscar de la meilleure partition de chansons et adaptation musicale pour le film La Petite (Pretty Baby) réalisé par Louis Malle.
- En 1996, il reçoit le Grammy Trustees Award.

## Sources
- article de Philippe Auclair dans Dictionnaire du Rock, sous la direction de Michka Assayas, 2000.
- Necrologie publié sur novaplanet.com